# Джеймс Тілл
Джеймс Едгар Тілл (англ. James Edgar Till, 25 серпня 1931 — 18 травня 2025) — біофізик з університету Торонто, найбільш відомий демонстрацією – з Ернестом Маккалохом – наявність стовбурових клітин.

## Рання робота
Тіл народився в Ллойдмінстері, який розташований на кордоні між Саскачеваном і Альбертою. Сімейна ферма була розташована на північ від Ллойдмінстера, в Альберті; східна околиця ферми була кордоном Альберта — Саскачеван.
Він навчався в Університеті Саскачевану за стипендіями, наданими Standard Oil Company та Національною дослідницькою радою, який закінчив зі ступенем бакалавра наук у 1952 році та ступінь магістра наук з фізики в 1954 році. Деякі з його ранніх робіт були проведені з Гарольдом Е. Джонсом, піонером променевої терапії кобальтом-60. Тілл вступив до Єльського університету, де отримав ступінь доктора філософії в біофізиці в 1957 році. Потім він став доктором наук в Університеті Торонто.

## Стовбурові клітини
Гарольд Е. Джонс залучив Тілла до Інституту раку Онтаріо в лікарні принцеси Маргарет незабаром після того, як він закінчив роботу в Єльському університеті. Згодом Тілл вирішив працювати з Маккалохом в Університеті Торонто. Таким чином, проникливість старшого лікаря поєднувалася з суворою та глибокою натурою молодшого фізика.
На початку 1960-х років Маккалох і Тілл почали серію експериментів, які передбачали введення клітин кісткового мозку опроміненим мишам. Вони помітили, що на селезінці мишей виросли невеликі виступи, пропорційні кількості введених клітин кісткового мозку. Тілл і Маккалох назвали грудки «колонії селезінки» і припустили, що кожна шишка виникла з однієї клітини кісткового мозку: можливо, стовбурової клітини.

## Пізніша кар'єра
У 1980-х роках Тілл змінив вектор, поступово переходячи до оцінки лікування раку, питань якості життя та інтернет-досліджень, включаючи етику інтернет-досліджень.
Тілл був почесним професором Університету Торонто.
До 2019 року був членом редакції журналу відкритого доступу Journal of Medical Internet Research.
Також Тілл був членом-засновником Ради директорів Канадського фонду стовбурових клітин (неактивний).

## Відзнаки
- У 1969 році він і Ернест Маккалох були нагороджені Канадською міжнародною премією Гайрднера[3]
- У 1993 році Національний інститут раку Канади нагородив премією Роберта Л. Ноубла, нині дослідницьке відділення Канадського онкологічного товариства.
- У 1994 році став офіцером Ордена Канади
- У 2000 році став членом Лондонського королівського товариства
- У 2004 році введений до канадської Зали медичної слави
- У 2005 році він і Ернест Маккалох були нагороджені премією Альберта Ласкера за фундаментальні медичні дослідження
- 2006 став членом Ордену Онтаріо
- 2018, нагороджений премією Edogawa-NICHE

## Вибрані видання
1. ↑  James Edgar Till
2. ↑  Honouring Excellence | Preserving History | Inspiring Generations. Архів оригіналу за 26 травня 2011. Процитовано 15 січня 2023.
3. ↑  All Gairdner Awards Laureates. Gairdner Foundation (амер.). Процитовано 6 жовтня 2022.